# هاينكل هي 114
هاينكل هي 114 (بالإنجليزية: Heinkel He 114)‏ هي طائرة استطلاع أنتجت في ألمانيا. من صناعة هاينكل. كانت تستخدم بشكل أساسي من قبل ألمانيا. كان أول طيران لها في 1936. انتهت خدمتها في 1945.

## المستخدمون
- ألمانيا
- السويد
- رومانيا